# 新町橋
新町橋（しんまちばし）
1. 国道438号の新町川に架かる平面の橋である。徳島県徳島市新町橋一丁目（南岸）と元町二丁目（北岸）を結ぶ。
2. 徳島県徳島市の町名。新町地区に属している。新町橋一丁目と新町橋二丁目が存在する。郵便番号は770-0904。

## 概要
南岸には新町橋東公園があり、この地域出身の考古学者である鳥居龍蔵のモニュメントが建てられている。
北岸には藍場浜公園と新町川水際公園があり、阿波踊りシーズンは新町橋を中心とした一帯に屋台や阿波踊りの連で賑わっている。
新町橋の上からは、南岸部に眉山が、北岸部に城山が一望できる。

## 歴史
徳島藩政初・蜂須賀家政入国の天正13年頃に架けられたと思われるが、その史料は未見である。城山から眉山に通ずる道路橋として架けられた。両岸にならぶ白壁の土蔵から阿波藍が積み出され、川筋には出船入船で賑わい、徳島商人の勢威は、日本全国に知れ渡っていった。
「新町橋まで 行かんか こいこい」と盆踊りに騒く踊り子たちはこの唄をはやし立て、橋上で踊るのを心意気とした。

## 新町橋一丁目 - 二丁目
町名としての新町橋は、本橋の南岸に位置し新町地区に属している。新町橋一丁目と新町橋二丁目が存在する。郵便番号は770-0904。
- 人口：93人（2009年12月。徳島市の調査より）
- 世帯数：39世帯（同上）

### 地理
吉野川の支流である新町川に架かる新町橋南岸に位置。中央を国道438号が通っており、新町橋一帯は「新町橋通り」と呼ばれ商店街が広がっている。しんまちボードウォークや阿波おどり会館・眉山ロープウェイ等の観光スポットが存在し、毎年阿波踊りの時期は「新町演舞場」が設営される。南には徳島市のシンボル・眉山が聳える。

#### 山岳
- 眉山

#### 河川
- 新町川

### 施設

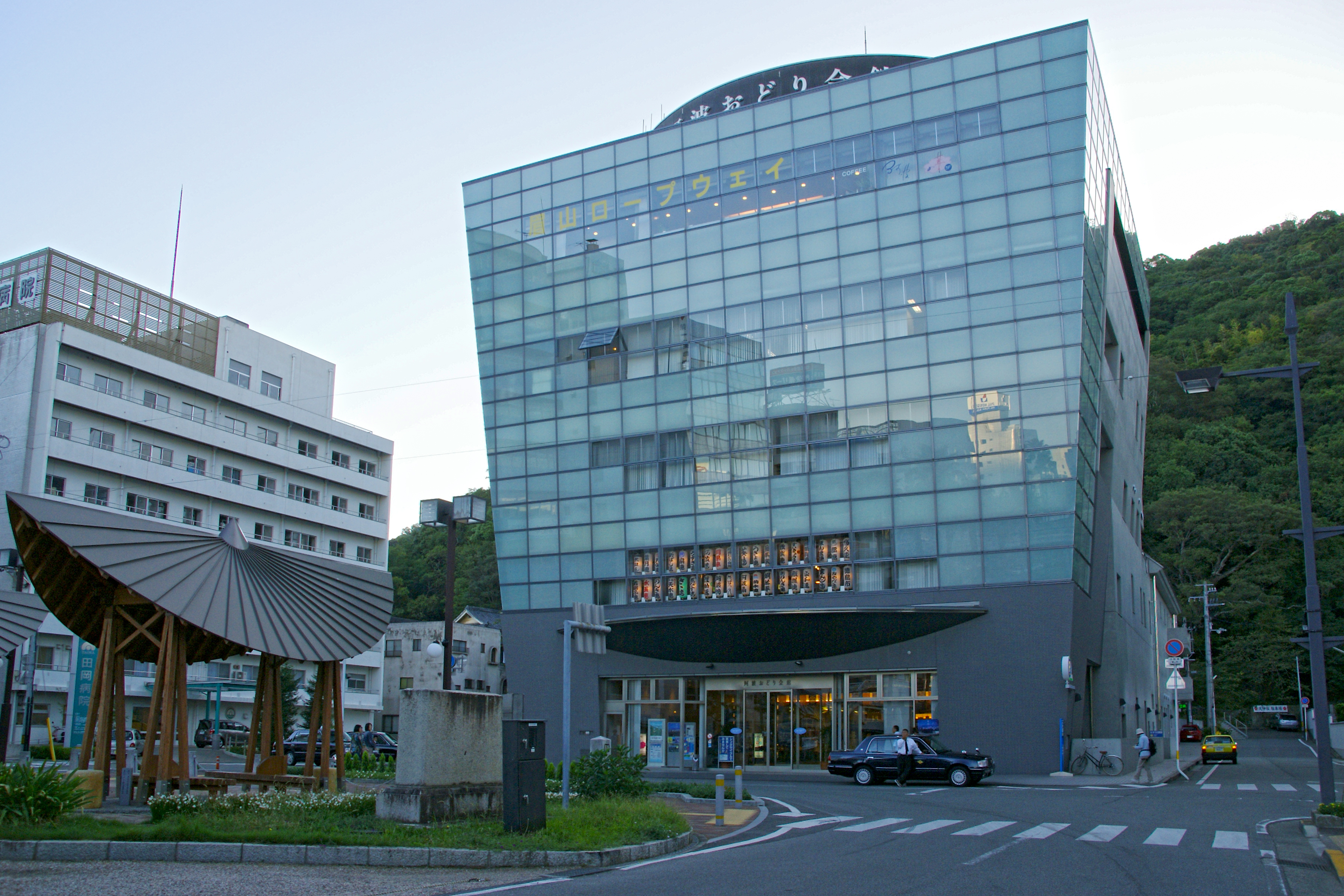
阿波おどり会館

- 阿波おどり会館
- 眉山ロープウェイ
- しんまちボードウォーク
- 新町川水際公園

### 交通

#### 道路
一般国道
- 国道438号（国道439号重複・讃岐街道）
  - 新町橋通り

#### バス
徳島バス・徳島市営バス
- 新町

## 隣の橋梁
（上流） - 春日橋 - 新町橋 - ふれあい橋 - （下流）